# Sorbus dacica
Sorbus dacica är en rosväxtart som beskrevs av Borbás. Sorbus dacica ingår i släktet oxlar, och familjen rosväxter. Inga underarter finns listade i Catalogue of Life.

## Bildgalleri

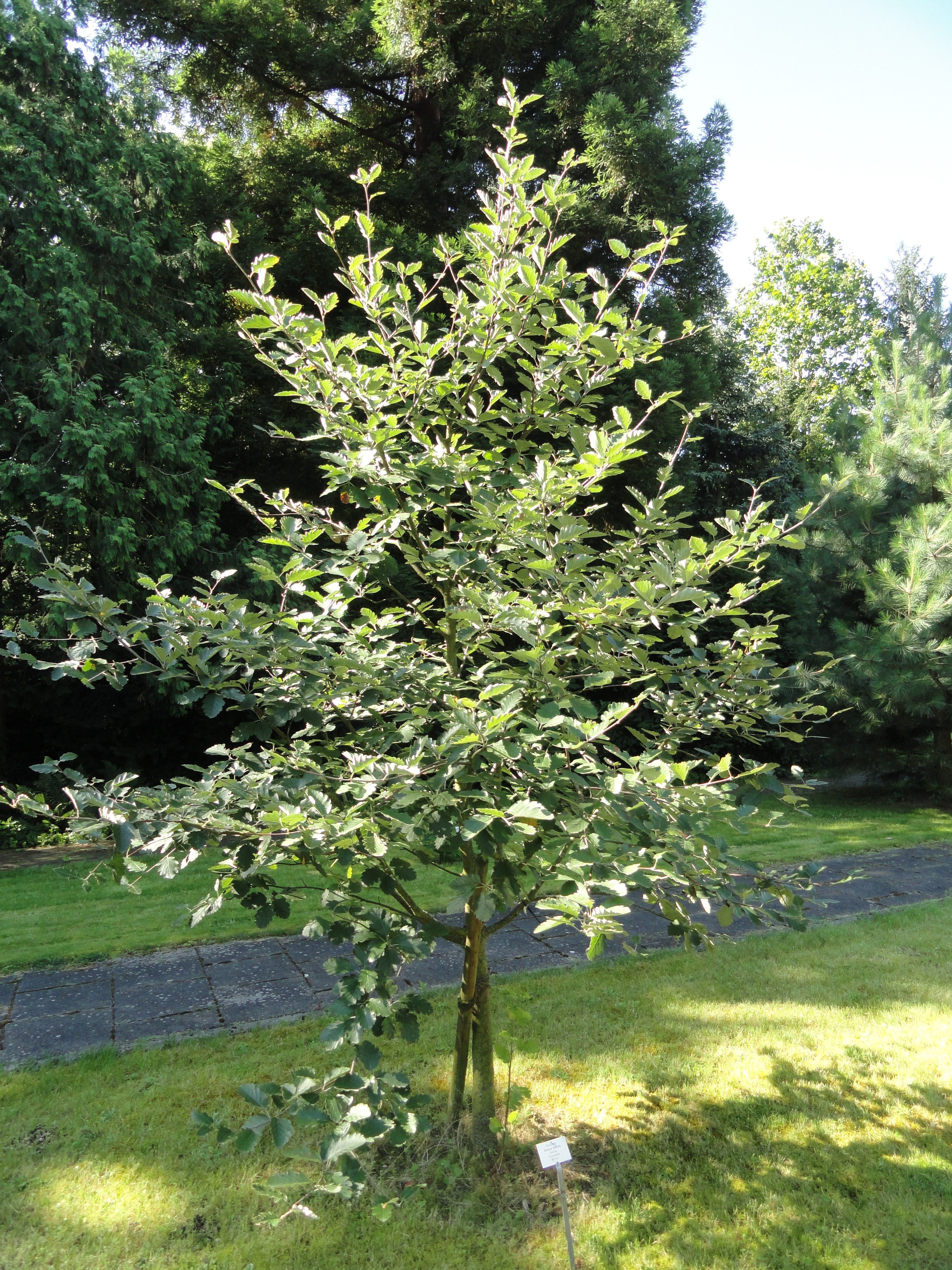